# Menuet

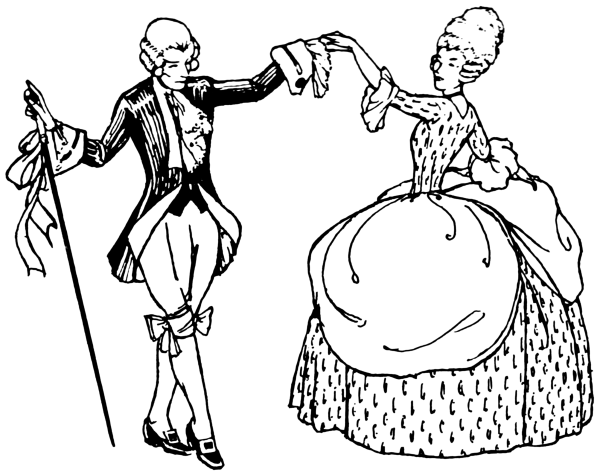
Menuet în perioada clasicismului

Menuet (din limba franceză: menu pas = pas mărunt), termen cu două semnificații: 
- Vechi dans tradițional francez în trei timpi (metrică ternară);
- Muzica destinată acestui gen de dans sau compoziție muzicală de sine stătătoare.

## Dansul
Menuetul este un vechi dans francez grațios din perioada barocă, originar din Poitou, cu mișcări moderate în trei timpi. În secolul al XVII-lea a luat locul dansului Courante și a fost introdus de compozitorul Jean-Baptiste Lully la curtea regelui Ludovic al XIV-lea, care a devenit mare iubitor al acestui gen de dans. Menuetul este menționat pentru prima dată în 1664 de către Guillaume Dumanoir în tratatul său polemic împotriva maeștrilor de dans de la Académie royale de Danse. În 1706, Raoul-Auger Feuillet face o descriere amănunțită a mișcărilor de dans în Vme Recueil de danse de bal pour l'année 1707. Inițial, dansul era deschis de o pereche, căreia îi urmau alte perechi, în ordinea rangului nobiliar, în tempo măsurat, cu ținută solemnă și diverse înclinări și plecăciuni. Din Franța, menuetul s-a răspândit în întreaga Europă. După o lungă cădere în desuetudine, menuetul a cunoscut o scurtă revenire către anul 1880 sub o formă inspirată din cadril.

## Muzica
Menuetul este una din mișcările facultative ale unei suite instrumentale, inserat de obicei după sarabandă și înainte de gigă. Are o formă tripartită, cu o secțiune principală care precede și urmează unui trio, numit astfel pentru că inițial era executat de trei instrumente soliste. Adesea este dublat, cu repetiția primului menuet, fără repriză, după cel de-al doilea, ambii având teme înrudite.
În perioada barocă, menuetul a fost introdus în suită de către Johann Sebastian Bach și Georg Friedrich Haendel, dar cunoaște o largă răspândire în special în perioada clasică vieneză. În 1750, Johann Stamitz din Școala de la Mannheim introduce menuetul ca parte a III-a a unei simfonii. Acest procedeu este preluat de Joseph Haydn și Wolfgang Amadeus Mozart. Începând cu Simfonia a Treia ("Eroica"), Ludwig van Beethoven înlocuește menuetul cu mișcarea ceva mai viguroasă de scherzo.
De mare popularitate la public se bucură Menuetul din Cvintetul de coarde în Mi major de Luigi Boccherini, Menuetul în Sol major pentru pian de Ian Paderewski și Menuetul (Partea III-a) din Concertul pentru vioară și orchestră în La major KV 219 de Mozart.